# 最终幻想传奇 光与暗的战士
《最终幻想传奇 光与暗的战士》（美版名译作“最终幻想 维度”）是一款由Matrix Software开发，史克威尔艾尼克斯公司发行的移动设备平台角色扮演游戏。

## 游戏玩法

在战斗中“合成能力”被解锁。

《最终幻想传奇：光与暗的战士》是一款在以往16位最终幻想系列游戏基础上开发的角色扮演游戏。游戏采用回合战斗系统，在战斗过程中每一个角色的计时由一个随着时间的推移而不停充满的量表负责。一旦某个角色的量表充满，玩家就可以在这个特定的角色身上选择一个指令。在选择指令过后，角色的量表会再次开始填充以执行该指令。一旦量表再次填满并执行完指令后，量表将会清空并再次重复执行之前的一系列动作。与《最终幻想IV The After -月之归还-》相似，本作采用分章节发布，但是玩家必须按照顺序来游玩每一个游戏章节。玩家可以组建一支五人队伍，在每一章节的开始时可以变更队伍的成员构成。
游戏采用一种与《最终幻想V》中相类似的职业系统作为战斗的基础。游戏允许玩家改变职业，并同时保留之前已获得的技能。在达到一定数量的AP之后当前的职业可以获得特定的职业技能。这些习得的技能可以在玩家变换不同职业的时候被装备上。在特定的时间下，玩家能装备的技能数量是有限制的，这种限制随着玩家职业的升级而逐渐放宽。在游戏中，玩家也可以通过设置某些能力的组合形成“合成能力”。
从游戏的一开始就提供有全部的八种主要职业：自由人、战士、武僧、盗贼、赤魔法師、白魔法師、黑魔法師以及召唤士。在完成每一章节的关卡后都会解锁一种新的职业。光之战士的未解锁职业有（依照章節按照順序排列）：龙骑士、吟游诗人、記憶士、騎士以及導師，而暗之战士的未解锁职业有（依照章節按照順序排列）：獵人、暗黑騎士、舞者、忍者以及巫師。

## 开发
本作由曾负责史克威尔艾尼克斯公司旗下首款手机游戏《最终幻想IV The After -月之归还-》的原班制作团队操刀。由秋山纪夫负责监制、时田贵司担纲制作人。角色设定由Akira Oguro负责，而角色的2D点阵版本则由涉谷员子负责创建。时田贵司解释说，本作是为了超越人们对手机平台角色扮演游戏的期望而生。制作团队以另一款SNES平台游戏的场景为制作主题。开发团队也在游戏中插入以往游戏的一些引用或者引申形象，例如参考自原版《最终幻想》游戏的Sarah和Matoya以及能让人联想起《最终幻想IV》中Palom和Porom的Dusk和Alba。当被问及游戏的高售价时，游戏的制作团队解释说“本作提供了约50小时的游戏时长，我们觉得我们的玩家社群将可以在本作中获得如在主机平台上一样丰富的游戏体验。此外，目前之所以定制这样的价格，是因为本作是专门为移动平台而开发的游戏，并非以往作品仅仅是旧主机平台或掌机平台版本的移植游戏。”在开发智能手机版本时，监制时田贵司改变了销售方式，以一组章节打包发售，而不是分开单独发售。

## 音乐
除去部分先前由植松伸夫创作的歌曲，大部分的游戏音乐由水田直志完成。水田旨在将音乐创作的更接近先前的最终幻想游戏中那种类似可以被哼唱的一段固定旋律的风格。为了使游戏中每一章节的音乐有所变化，他也尝试使游戏部分背景轻送愉快的《光之章》中的音乐与背景沉重黑暗的《暗之章》中的音乐有所区别。为庆祝游戏制作的完成，2011年8月8日在日本地区以数字下载的形式发布了名为《最终幻想传奇：光与暗的战士原声大碟》的游戏原声大碟。而名为《世界的去向 from Final Fantasy Legends》的EP则于2012年8月31日在日本的iTunes以及mora音乐商店以数字版发售。

## 发行历史
本作最早开端于史克威尔艾尼克斯注册了商标“Final Fantasy Legends: Hikari to Yami no Senshi”，这个商标最早被认为是《皇家骑士团》相关的作品。2010年7月21日在日本以《最终幻想传奇：光与暗的战士》之名公布。游戏的第一章节最先在2010年9月6日发布于iMode手机平台，之后在2010年12月9日发布于EZweb手机平台。在此之后，iMode平台自2011年8月8日起、EZweb平台自2011年11月10日起，以每月一章的速度发布余下的章节。2011年东京游戏展上，本作公布将在提升画面和音质之后再iOS和Android平台上发售，同时也支持功能手机上使用模拟摇杆外设。在2012年E3展会上，本作以《Final Fantasy Dimensions》之名发布iOS、Android平台国际版，包含简体中文与繁体中文语言，并在2012年8月31日发售。因技术故障，iOS版本首轮仅发布了《序章》。其他所有的章节在同一天稍后的时间在从1.0.0版本升级到1.0.1版本之后可以从应用商店购买下载。Android版本在2012年12月21日以完整版的形式发布。
| 序篇                                                                         | 序篇                                                 | 序篇                  | 序篇                   | 序篇                  | 序篇                                         |
| ---------------------------------------------------------------------------- | ---------------------------------------------------- | --------------------- | ---------------------- | --------------------- | -------------------------------------------- |
|                                                                              |                                                      |                       |                        |                       |                                              |
| 篇章                                                                         | 篇章                                                 | 发布日期              | 发布日期               | 发布日期              | 发布日期                                     |
| 功能手机                                                                     | 智能手机                                             | iMode                 | EZweb                  | iOS                   | Android                                      |
| 'Prologue'                                                                   | 序章 'Prologue'                                      | - 日本：2010年9月6日  | - 日本：2010年12月9日  | - 全球：2012年8月31日 | - 日本：2012年8月31日 - 全球：2012年12月21日 |
| 'Tome of Dawn'                                                               | 拂晓的启程 'Ch.1 Reckoning'                          | - 日本：2010年9月6日  | - 日本：2010年12月9日  | - 全球：2012年8月31日 | 2012年12月21日                               |
| 免费场景                                                                     |                                                      |                       |                        |                       |                                              |
|                                                                              |                                                      |                       |                        |                       |                                              |
| 篇章                                                                         | 篇章                                                 | 发布日期              | 发布日期               | 发布日期              | 发布日期                                     |
| 功能手机                                                                     | 智能手机                                             | iMode                 | EZweb                  | iOS                   | Android                                      |
| 'Tome of Light, the Dragoon's Tale: The Last of the Dragoons'                | 帝国四将军的威胁 'Ch.2 The Generals Approach'        | - 日本：2010年10月4日 | - 日本：2011年1月6日   | - 全球：2012年8月31日 | 2012年12月21日                               |
| 'Tome of Darkness, the Ranger's Tale: The Ranger Whose Light was Stolen'     | 帝国四将军的威胁 'Ch.2 The Generals Approach'        | - 日本：2010年11月1日 | - 日本：2011年2月10日  | - 全球：2012年8月31日 | 2012年12月21日                               |
| 'Tome of Light, the Bard's Tale: A Bard's Love'                              | 帝国四将军的威胁 'Ch.2 The Generals Approach'        | - 日本：2010年12月6日 | - 日本：2011年3月10日  | - 全球：2012年8月31日 | 2012年12月21日                               |
| 'Tome of Darkness, the Dark Knight's Tale: The Knight Wandering in Darkness' | 帝国四将军的威胁 'Ch.2 The Generals Approach'        | - 日本：2011年1月4日  | - 日本：2011年4月7日   | - 全球：2012年8月31日 | 2012年12月21日                               |
| 'Tome of Light, the Memorist's Tale: The Memorist's Sorrow'                  | 光与暗的战士们 'Ch.3 Warriors of Light and Darkness' | - 日本：2011年2月7日  | - 日本：2011年6月9日   | - 全球：2012年8月31日 | 2012年12月21日                               |
| 'Tome of Darkness, the Dancer's Tale: Dancer of the Battlefield'             | 光与暗的战士们 'Ch.3 Warriors of Light and Darkness' | - 日本：2011年3月7日  | - 日本：2011年5月19日  | - 全球：2012年8月31日 | 2012年12月21日                               |
| 'Tome of Light, the Knight's Tale: Revival of a Knight'                      | 光与暗的战士们 'Ch.3 Warriors of Light and Darkness' | - 日本：2011年4月11日 | - 日本：2011年7月7日   | - 全球：2012年8月31日 | 2012年12月21日                               |
| 'Tome of Darkness, the Ninja's Tale: A Shinobi's Fate'                       | 光与暗的战士们 'Ch.3 Warriors of Light and Darkness' | - 日本：2011年5月9日  | - 日本：2011年8月4日   | - 全球：2012年8月31日 | 2012年12月21日                               |
| 结局                                                                         |                                                      |                       |                        |                       |                                              |
|                                                                              |                                                      |                       |                        |                       |                                              |
| 篇章                                                                         | 篇章                                                 | 发布日期              | 发布日期               | 发布日期              | 发布日期                                     |
| 功能手机                                                                     | 智能手机                                             | iMode                 | EZweb                  | iOS                   | Android                                      |
| 'Tome of Twilight'                                                           | 黄昏的世界 'Ch.4 Twilight'                           | - 日本：2011年6月13日 | - 日本：2011年9月8日   | - 全球：2012年8月31日 | 2012年12月21日                               |
| 'Finale Part One: Decisive Battle! The Avalon Empire'                        | 黄昏的世界 'Ch.4 Twilight'                           | - 日本：2011年7月11日 | - 日本：2011年10月6日  | - 全球：2012年8月31日 | 2012年12月21日                               |
| 'Finale Part Two: Fate of the World'                                         | 黄昏的世界 'Ch.4 Twilight'                           | - 日本：2011年8月8日  | - 日本：2011年11月10日 | - 全球：2012年8月31日 | 2012年12月21日                               |

## 评价
本作总体收到了较为积极的评价。来自Metacritic的10份点评的汇总得分为78。